# 西武学園文理中学校・高等学校
西武学園文理中学校・高等学校（せいぶがくえんぶんりちゅうがっこう・こうとうがっこう）は、埼玉県狭山市にある私立中学校・高等学校。なお「西武」という名称がついており、西武鉄道沿線に学校が所在するが、西武鉄道および西武グループとは関係がない。

## 概要
文理佐藤学園が運営する私立の中高一貫校。創立者は佐藤英樹・富美子。現在の校長は、マルケス・ペドロ。附属校に西武学園文理小学校、系列校に西武文理大学や、3つの専門学校がある。

## 校訓
「Sincerity」「Reliability」「Service」
教育方針として「すべてに誠をつくし最後までやり抜く強い意志を養う」をポリシーとし、文武両道を掲げている。

## 象徴
学校のシンボルマークは熊であり、校内のいたるところに熊（白熊）の像がある。

### 制服
制服は、男女共にブレザーを着用する。ワイシャツはオックスフォードシャツを着用し、赤いネクタイを身につける。2026 年度から、中高とも制服リニューアルが予定されている。

## 学校生活

### 中学校のクラス
現在は3クラス制。2026年度より4クラス制の予定。
- アカデミックチャレンジクラス (Academic Challenge：AC)
- クリエイティブクラス (Creative：C)
- スポーツ & アートクラス (Sports & Arts：S&A)
- 2026年度新設予定　バイリンガルクラス

### 高等学校の学科・クラス
普通科と理数科の2学科7クラス編成。
- 普通科
  - アカデミックチャレンジクラス (Academic Challenge：AC)
  - アカデミックマルチパスクラス (Academic Multipath：AM)
  - デュアルクラス (Dual：D)
  - クリエイティブ (Creative：C)
  - アート (Arts：A)
  - スポーツ (Sports：SP)
- 理数科
  - 先端サイエンスクラス (Science：S)

学年・クラスの表記は、所属する学科・クラスを表すアルファベットと数字を組合せて付けられる。例えば、高 1 のアカデミックチャレンジクラス1組は 1-AC1、高 2 のクリエイティブクラス2組は 2-C2、高 3 の先端サイエンスクラスは 3-S1 と表される。

### 国際教育
国際教育の一環として、中高とも全生徒必修の研修旅行を設定している。中学校では、イタリアへの研修旅行を長く行っている。高校では、オーストラリアやニュージーランドでのホームステイ、アメリカでの NASA 見学や現地小学校でのロボットプログラミングなどを行っている。
2025年度の案内では、クリエイティブクラスを除く高校普通科はイタリア、オーストラリア、韓国、沖縄から 1 箇所を選択でき、クリエイティブクラスは生徒が企画をもとに設定していくとしている。理数科は全員シンガポールとされている。

## 附属校・系列校
- 附属校
  - 西武学園文理小学校（埼玉県狭山市）
- 系列校
  - 西武文理大学（埼玉県狭山市）
  - 西武文理大学附属調理師専門学校（埼玉県ふじみ野市）
  - 西武調理師専門学校（埼玉県所沢市）
  - 西武学園医学技術専門学校（埼玉県所沢市）

## 著名な出身者
- ACIDMAN - ロックバンド[3]
- 荒木哲郎 - アニメーション監督・演出家、アニメーター[4]
- 石川瑠華 - 女優[5]
- 岩崎全智 - 南日本放送アナウンサー、元高知さんさんテレビアナウンサー[6]
- 梅田陽子 - フリーアナウンサー[7]
- 大利久美 - 競歩選手[8]
- 田内志文 - 翻訳家、スヌーカープレイヤー[9]
- 田川雄理 - ミュージカル俳優[10]
- 深瀬理香子 - フィギュアスケート選手[11]　※中学卒業、霞ヶ関高等学校に転出
- 堀込高樹 - ミュージシャン、KIRINJIメンバー（堀込兄弟の兄）
- 堀込泰行 - ミュージシャン、KIRINJI結成時メンバー（2013年脱退、堀込兄弟の弟）
- 三ッ田啓希 - プロサッカー選手[12]
- 森一馬 - 俳優[13]
- 安戸悠太 - 小説家（第45回文藝賞受賞）[14]
- 山口晋 - 衆議院議員、元内閣官房長官秘書官[15]
- 和田晃一良 - 実業家（コインチェック創業者）[16]